# Сокен
Сокен, сокіну (фінік. , івр. שקנ) — термін, яким у семітських народів позначали намісників або ж уповноважених осіб, які керували міською громадою за дорученням правителя.
У Біблі X ст. до н. е. сокенами називали магістратів, які очолювали судову владу у місті.